# Clepsis micromys
Clepsis micromys es una especie de polilla del género Clepsis, categorizada en la tribu Archipini, de la subfamilia Tortricinae.

## Distribución
Se distribuye por Siria.

## Taxonomía
Fue descrita por Stringer en 1929 y publicada en (Tortrix), Ann. Mag. nat. Hist. (10)3: 26.